# Église Santa Maria del Carmine (Pavie)
Pour les articles homonymes, voir Santa Maria del Carmine.
 (octobre 2024).
Le contenu est difficilement compréhensible vu les erreurs de traduction, qui sont peut-être dues à l'utilisation d'un logiciel de traduction automatique.
L'église Santa Maria del Carmine (en français, « église Saint-Marie-du-Carmel ») est une église de Pavie, en Italie du Nord. Elle date des XIVe et XVe siècles.

## Histoire
Une église antérieure placée sous le vocable de Santa Maria del Carmine à Pavie fut consacrée en 1298 ; elle se trouvait dans la partie nord de la ville, à l’emplacement actuel du château Visconti. En 1364, les Carmes durent abandonner cette église, qui fut démolie pour faire place au chantier du château. Cependant, Galéas II Visconti les indemnisa en leur offrant l’église Santi Faustino e Giovita (documentée depuis au moins 1105) et en finançant la construction d’une nouvelle église, plus grande. À partir de 1373, les Carmes entreprirent la construction de ce nouvel édifice, un chantier qui s’étendit sur plus d’un siècle, car ils durent également démolir, en plus de l’église Santi Faustino e Giovita, l’église San Colombano minore (ou San Colombano de Cellanova), un ancien édifice datant du VIIIe siècle, à l’origine confié aux moines colombaniens de l’abbaye de Bobbio, mais déjà supprimé en 1346,.
Le projet de construction fut confié à Bernardo da Venezia, qui avait déjà édifié le château Visconti. En 1390, Jean Galéas Visconti fit un important don pour la construction de l’église, mais le début des travaux de la Chartreuse de Pavie, entrepris à la même époque, ralentit considérablement le chantier, de nombreux artisans étant attirés par ce nouveau projet prestigieux.
En 1397, Francesco Barbavara, trésorier de Jean Galéas Visconti, choisit le maître-autel de l’église comme lieu de sépulture pour sa famille et fit d’importants dons pour le chantier. Malgré cette généreuse contribution, les travaux progressèrent assez lentement au cours du XVe siècle,.
L’église fut achevée en 1461, mais sa façade ne le fut qu’en 1490. Les seize chapelles latérales qui bordent les nefs furent construites entre 1450 et 1498 ; certaines furent financées par des familles aristocratiques de Pavie, deux autres par les corporations des lainiers et des bouchers. En 1509, la chapelle de saint Sébastien fut choisie comme lieu de sépulture par des étudiants originaires de France, de Flandre et des pays germanophones fréquentant l’université de Pavie.
En 1799, les Carmes durent quitter l’église, qui fut transformée en paroisse. En 1811, les reliques du bienheureux Bernardin de Feltre, initialement conservées au monastère San Giacomo della Vernavola à Pavie, y furent transférées. En 1823, l’église comptait plus de 36 prêtres, un nombre qui diminua fortement au cours des années suivantes, pour ne plus compter, en 1845, qu’un curé et trois autres prêtres. Au fil du XIXe siècle, la population de la paroisse augmenta : on comptait 3 847 habitants en 1807, 4 600 en 1845 et 5 040 en 1877.

## Description
La façade présente des caractéristiques de l’architecture romane lombarde, comme le double toit, mais réinterprétées dans un style gothique. La base de la façade est dotée d’un haut soubassement en serizzo, au-dessus duquel s’élèvent cinq piliers divisant la façade en cinq espaces verticaux. Les trois portails de l’église ont été restaurés en 1854 par Luigi Marchesi (avec l’ajout de bas-reliefs dans les tympans).
Au-dessus des portails se trouvent quatre grandes fenêtres géminées en arc brisé, et à l’extrémité deux fenêtres à arc simple. La partie centrale de la façade est occupée par une rosace en terre cuite, dont le cadre est orné de figures d’anges. De part et d’autre de la rosace se trouvent deux niches abritant les statues de l’archange Gabriel et de la Vierge Marie.
Au-dessus de la rosace se trouve une niche encadrée d’un cadre carré contenant un relief en terre cuite représentant Dieu. Ces statues peuvent être stylistiquement rattachées à des élèves de Giovanni Antonio Amadeo.
L’église présente un plan rectangulaire en forme de croix latine avec trois nefs, flanquées de chapelles carrées. Les dimensions de l’édifice sont remarquables : près de 80 mètres de long et 40 mètres de large.
Les grandes proportions de l’église sont liées à son appartenance à l’ordre des Carmes, un ordre de moines prêcheurs. Les proportions de la construction reposent sur un module carré, basé sur la répétition d’un élément fondamental unique, de forme carrée, dans la largeur, la longueur et la hauteur.
La nef centrale, deux fois plus haute que les nefs latérales, est divisée en quatre travées carrées ; dans les nefs latérales, chacune de ces travées est à son tour divisée en deux travées plus petites, elles aussi carrées, qui s’ouvrent chacune sur deux chapelles de plan également carré.
Le plafond de l’église est constitué d’une voûte gothique à nervures croisées.
Dans le presbytère se trouve le maître-autel en marbre blanc, rénové en 1832 dans un style néoclassique. Derrière l’autel, sur une tribune néogothique, se trouve l’orgue, réalisé en 1836 par les frères Lingiardi et transformé en 1872.

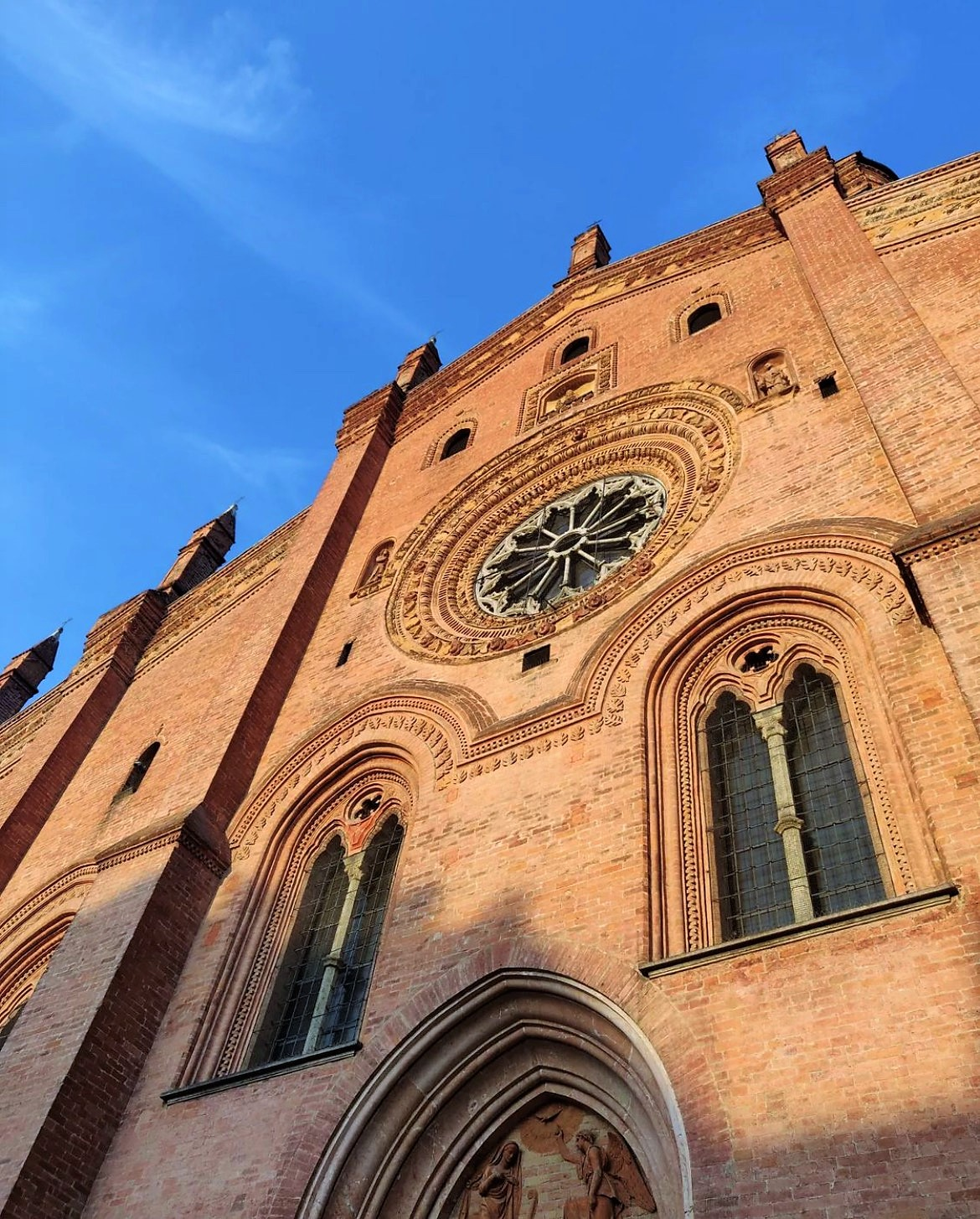
Détail de la façade.
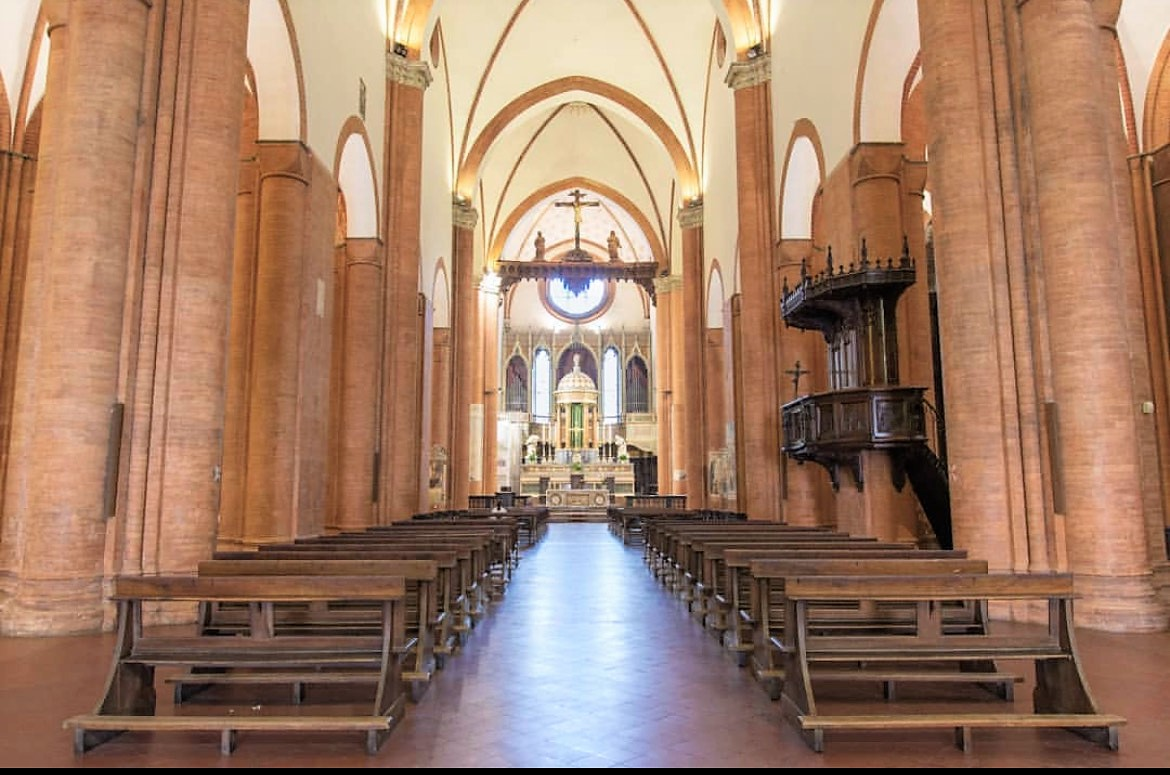
Vue intérieure.
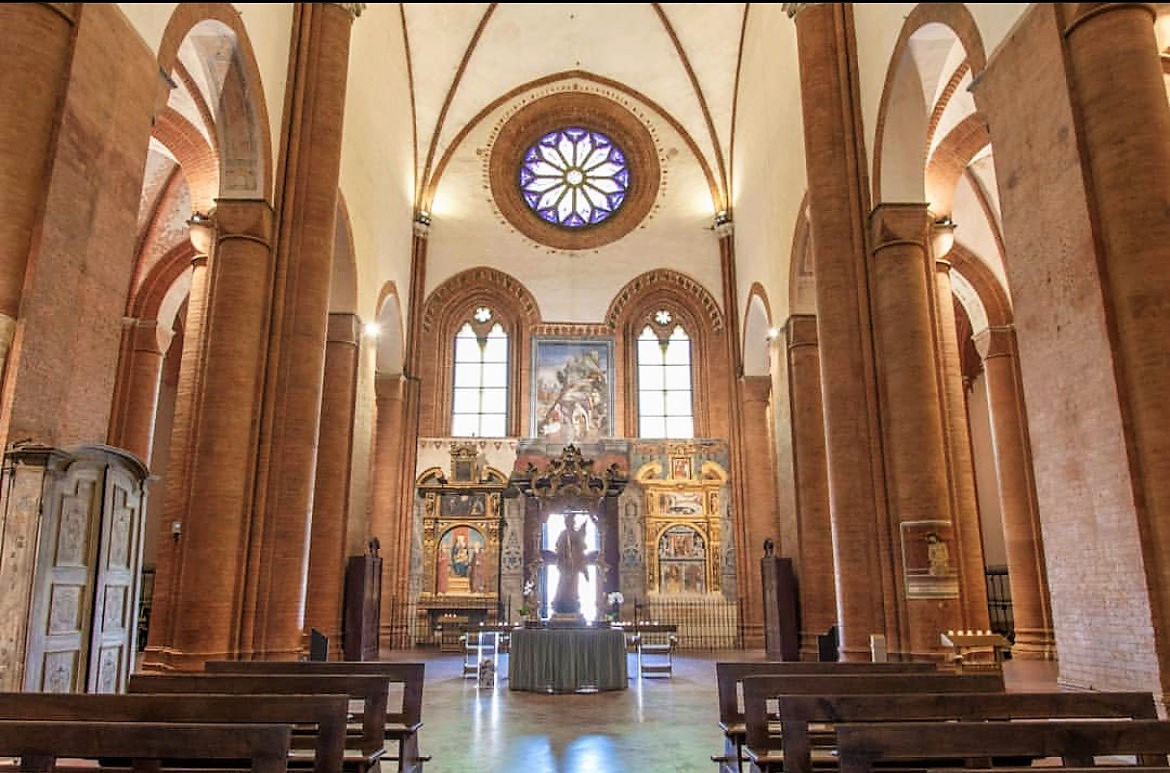
Contre-façade.
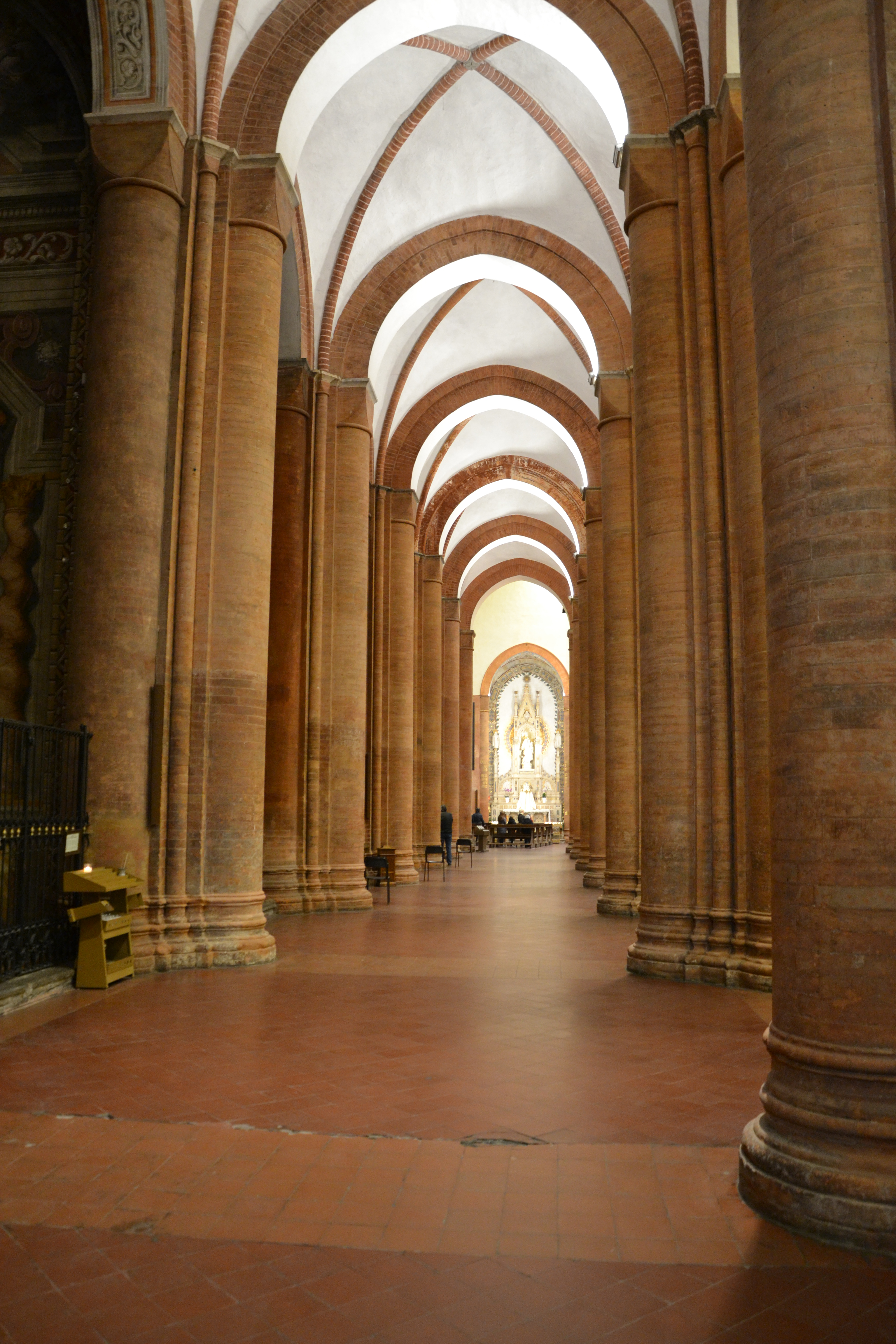
L’une des petites nefs latérales.

Le seul élément subsistant de l’autel médiéval est un tabernacle en pierre représentant la Vierge, encastré dans le mur gauche du presbytère.
Dans l’abside, au-dessus du maître-autel, se trouve un vitrail représentant, en son centre, la Vierge en majesté avec l’Enfant, réalisé entre 1482 et 1489. Ce dessin de la Vierge a été attribué à Vincenzo Foppa. À l’origine, presque toutes les fenêtres de l’église étaient ornées de vitraux, mais ceux-ci ont disparu au fil du temps.
Sur l’arc du presbytère se trouve une grande poutre en bois de chêne sculpté, portant un crucifix entouré des statues de la Vierge et de saint Jean. Il s’agit d’une œuvre réalisée entre 1638 et 1645 par le sculpteur Giovanni Battista Trucazzano,.
Dans le transept, sur le mur de gauche, se trouvent de nombreuses fresques votives précieuses, attribuées à des élèves de Michelino da Besozzo et datées d’environ 1410 à 1440. On y trouve également un retable de Bernardino Lanzani représentant l’Enfant Jésus entre la Vierge, sainte Anne, saint Joachim et saint Jean l’Évangéliste, peint en 1515,. Sur le mur latéral droit du transept se trouve la façade en stuc baroque de la sacristie, érigée en 1576 par le comte Camillo Pietra.
Le long de la nef droite se trouvent huit chapelles, dont celle de l’Ange gardien (la quatrième). Cette chapelle passa en 1691 sous le contrôle de la famille Bonati de Pavie, qui en entreprit la rénovation. Elle confia à Sebastiano Ricci la réalisation d’un grand retable représentant l’Ange gardien, œuvre achevée en 1694 et encadrée d’un riche encadrement baroque doré.
La sixième chapelle, financée par la confrérie des tisserands de laine et dédiée à sainte Anne, conserve un retable représentant sainte Anne, œuvre de Guglielmo Caccia datant de 1618, ainsi qu’une huile sur toile peinte par Filippo Abbiati intitulée La Vierge Marie apparaît au pape Honorius III.

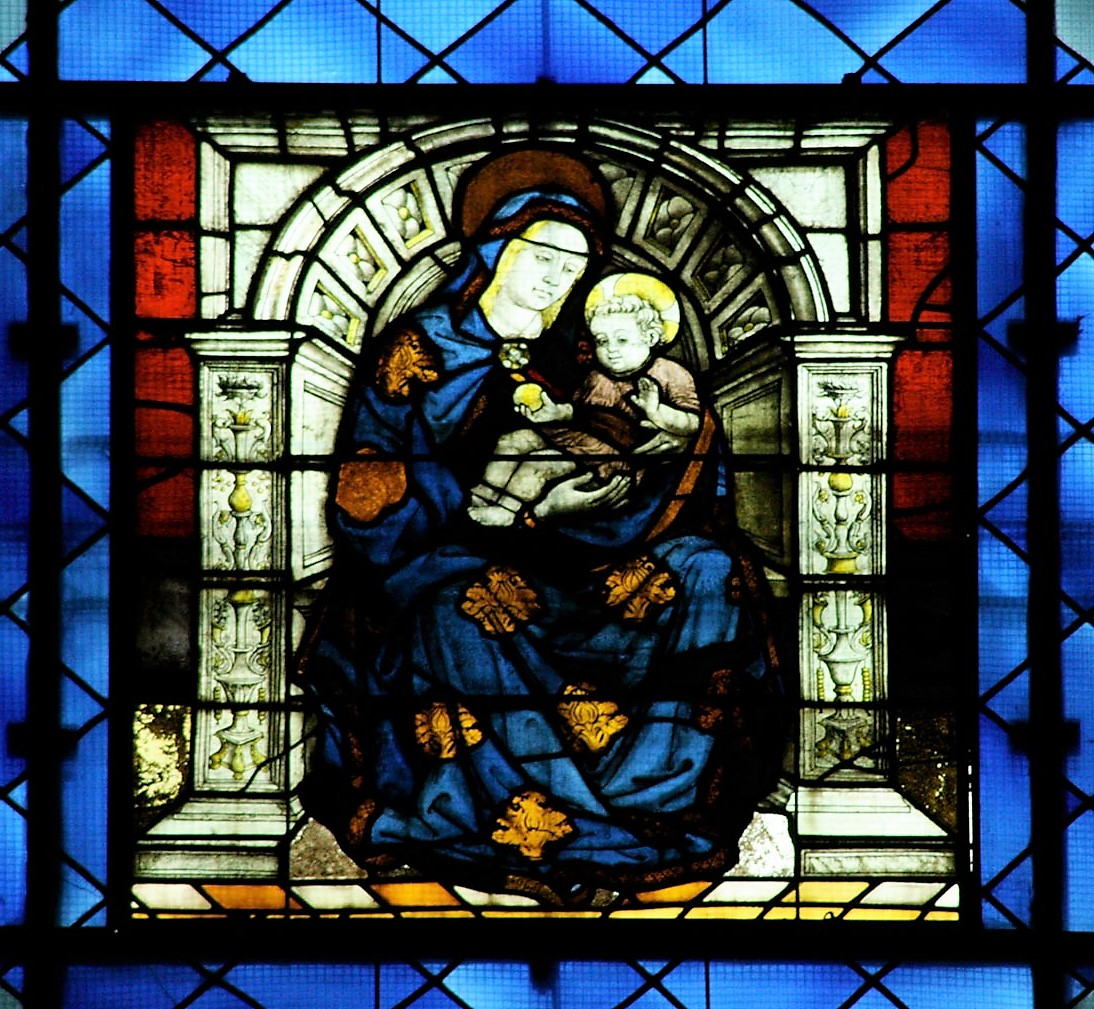
« Madone à l’Enfant », 1482–1489, d’après un dessin de Vincenzo Foppa.
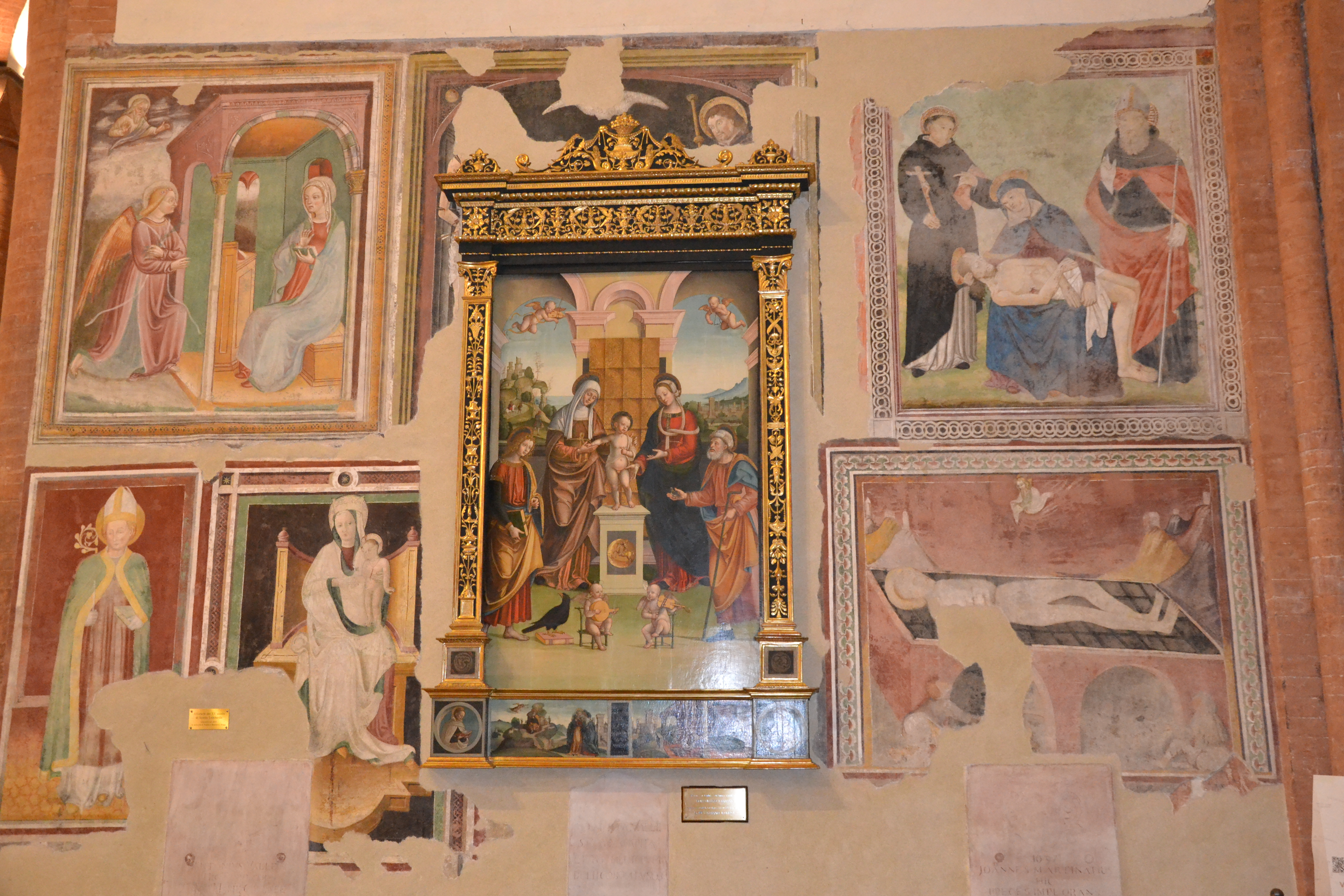
Fresques votives réalisées entre 1410 et 1440 par des élèves de Michelino da Besozzo ainsi qu’un retable de Bernardino Lanzani, peint en 1515.
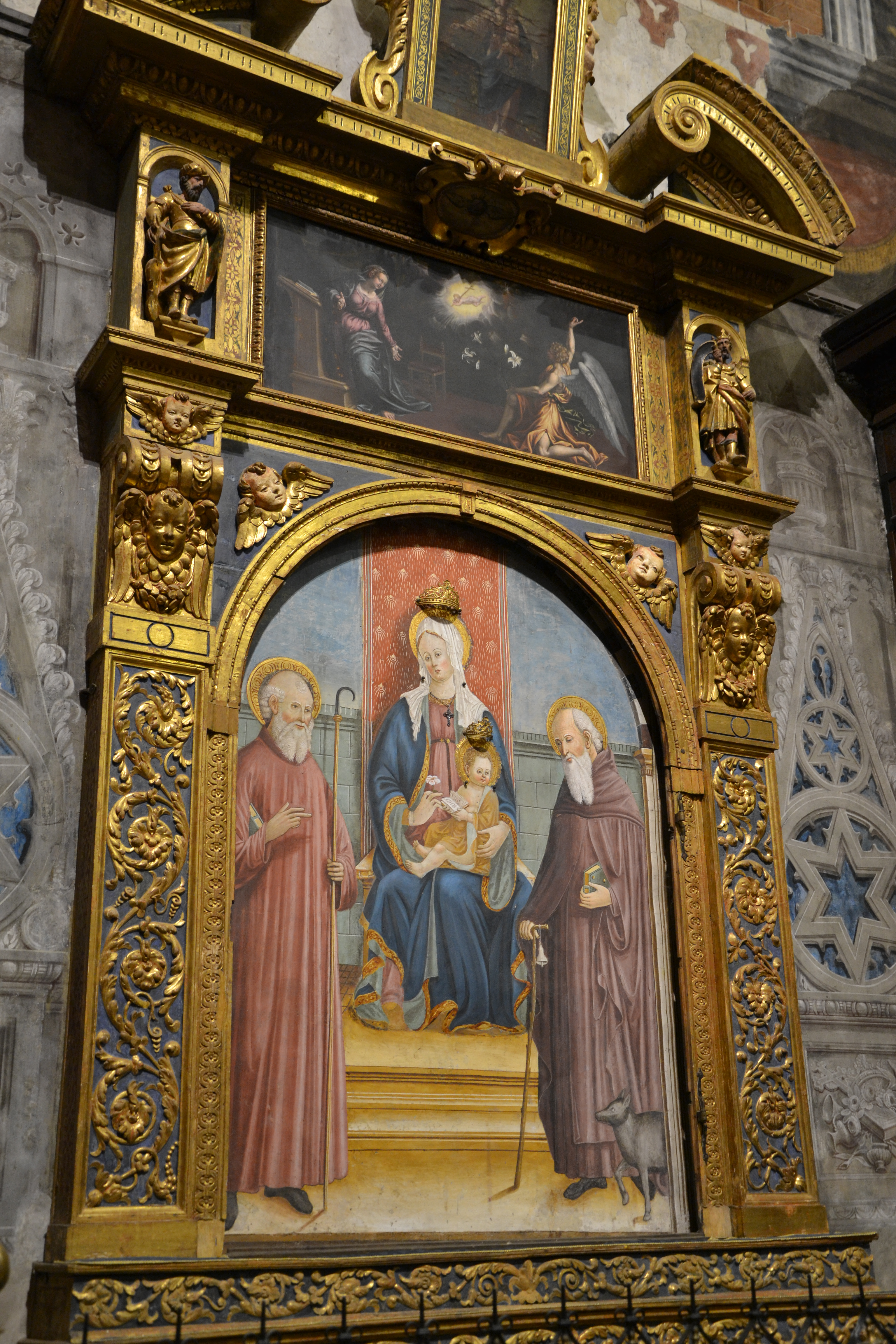
« Marie entre les saints Jules de Novare et Antoine le Grand », seconde moitié du XVe siècle.
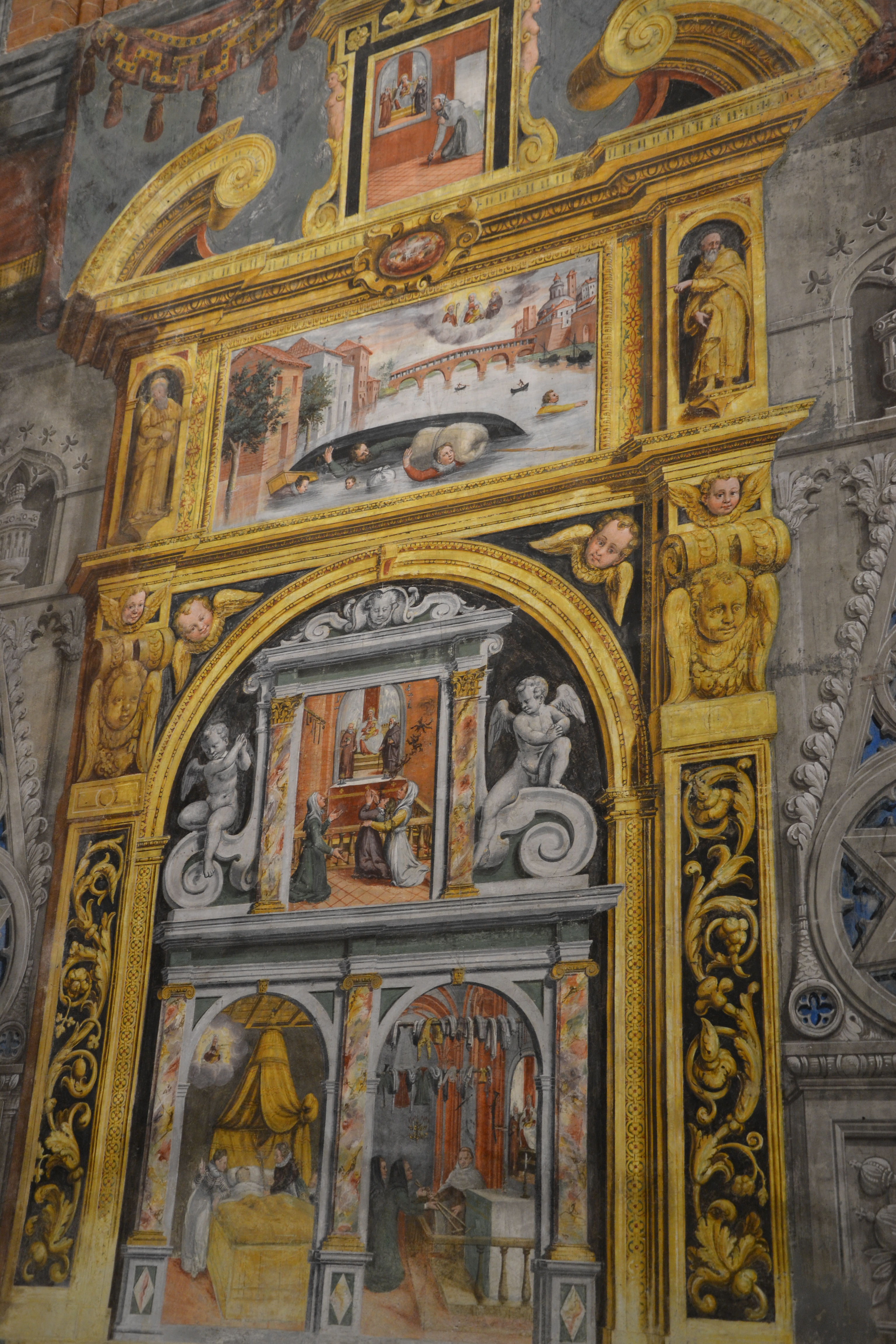
Fresque votive sur la contre-façade, seconde moitié du XVIe siècle.
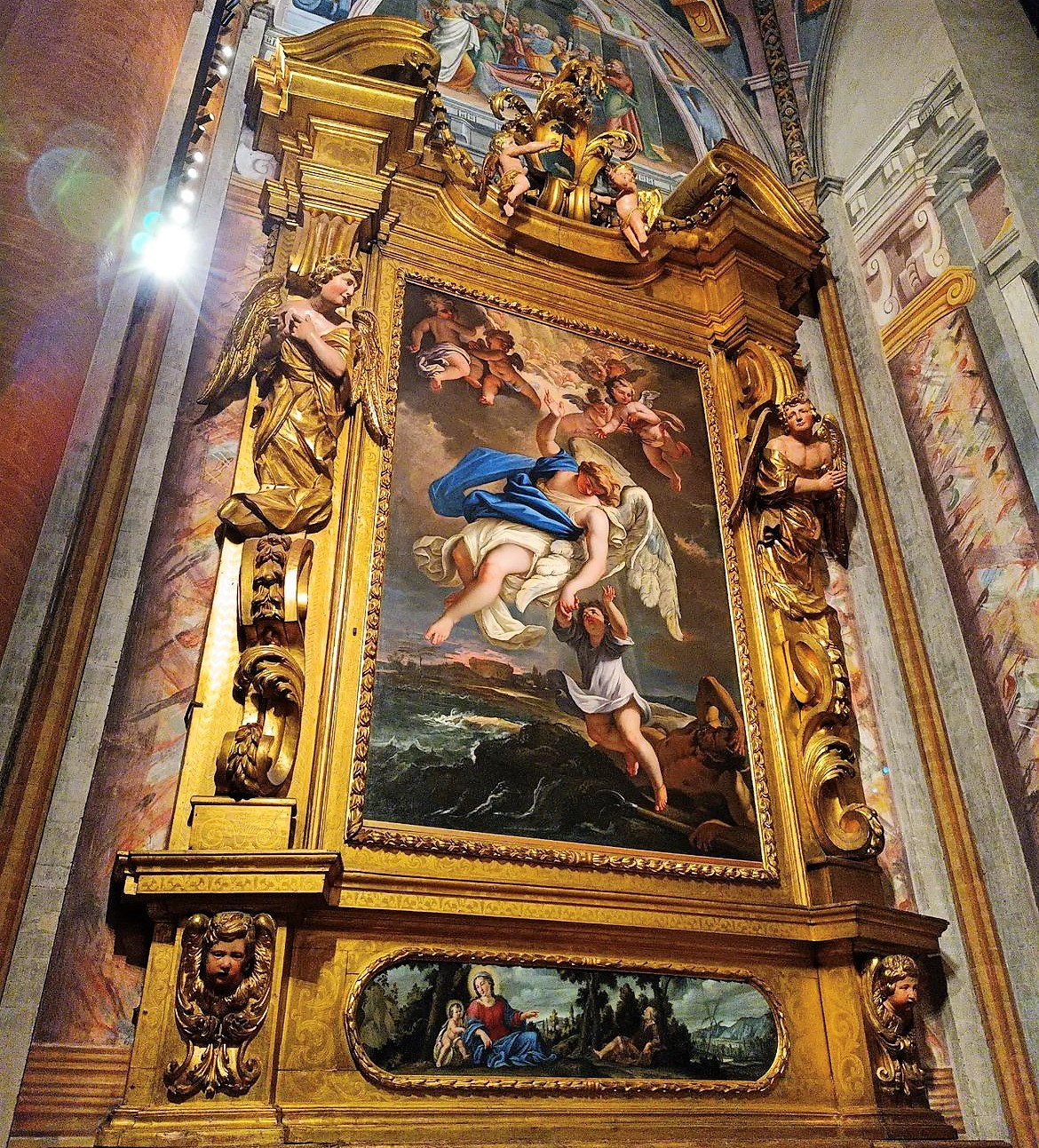
Sebastiano Ricci, « L’Ange gardien », 1694.

Sur le contre-façade se trouve une peinture datant de la seconde moitié du XVe siècle, représentant la Vierge Marie entre saint Jules de Novare et saint Antoine le Grand, encadrée d’un cadre en bois doré du début du XVIe siècle. La piété populaire a attribué des pouvoirs miraculeux à cette image, autour de laquelle se sont développées anecdotes et légendes. À droite de la peinture se trouve une fresque de la seconde moitié du XVIe siècle, encadrée d’un cadre peint doré imitant celui en bois, dans lequel sont insérées cinq représentations des miracles que cette Vierge aurait accomplis. Parmi ceux-ci figure notamment le sauvetage complet lors d’un naufrage sur le Tessin.
Le clocher, achevé vers 1450, s’élève à 75 mètres de hauteur. La chambre des cloches est ornée sur chaque face de trois arcs en plein cintre soutenus par des colonnes en marbre,.

## Galerie

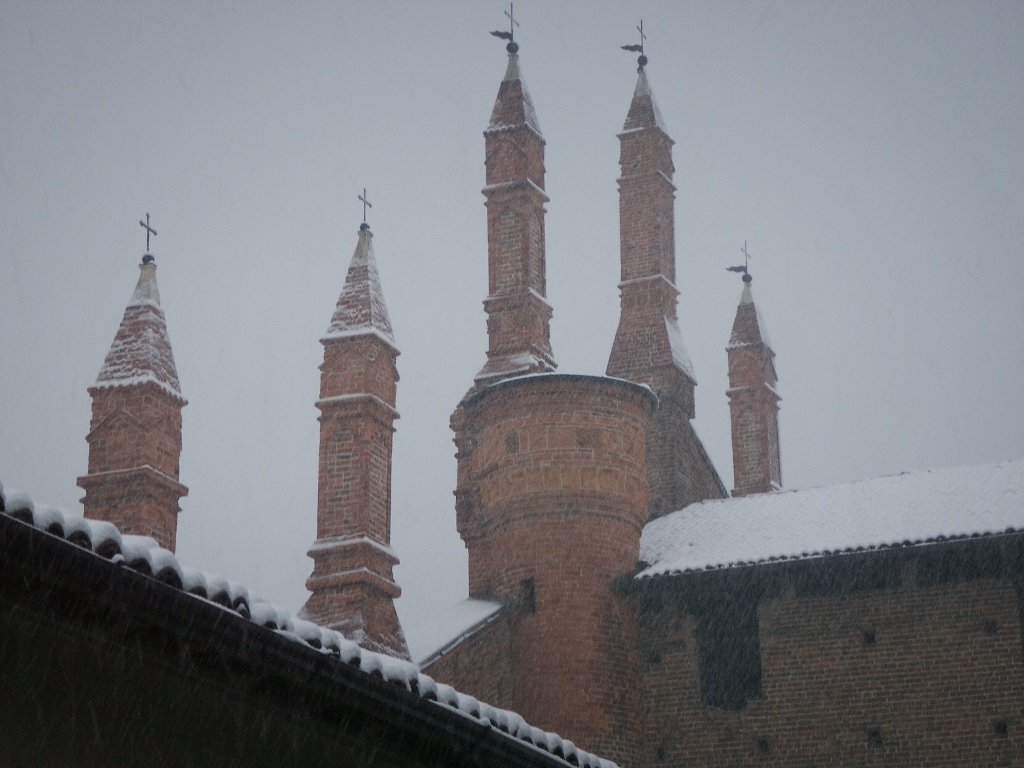
Les flèches de l'église.
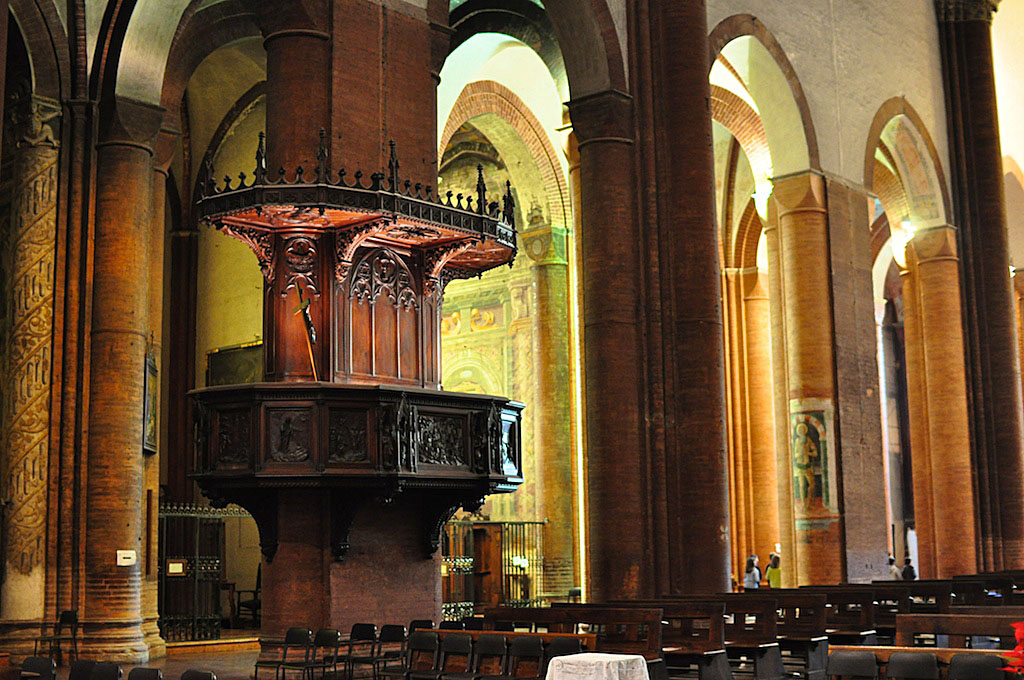
Intérieur de Santa Maria del Carmine.